# Тераса (град)
Тераса (на каталонски: Terrassa; на испански: Tarrasa) е град в автономен регион Каталуния, Испания.
Наброява 216 428 жители (по данни към 1 януари 2017 г.) и има площ от 70,2 кв. км. Разположен е на 277 м надморска височина, на 28 км от Барселона. Пощенските му кодове са 08221 и 08229.